# Lysianassa (Néréide)
Dans la mythologie grecque, Lysianassa (en grec ancien Λυσιάνασσα / Lusiánassa) est une Néréide, fille de Nérée et de Doris, citée par Hésiode et par Apollodore dans leur listes de Néréides.

## Étymologie
En grec ancien, Lysianassa (Λυσιάνασσα / Lusiánassa) signifie 'la maîtresse rédemptrice' ou 'dame libératrice'.

## Famille

### Ascendance
Ses parents sont le dieu marin primitif Nérée, surnommé le vieillard de la mer, et l'océanide Doris. Elle est l'une de leur multiples filles, les Néréides, généralement au nombre de cinquante, et a un unique frère, Néritès. Pontos (le Flot) et Gaïa (la Terre) sont ses grands-parents paternels, Océan et Téthys ses grands-parents maternels.

### Descendance
Peu de détails sur Lysianassa apparaissent dans la mythologie antique. Apollodore fait cependant de Lysianassa la mère de Busiris , roi d'Égypte, fils de Poséidon et père d'Amphidamas. Pausanias, quant à lui, en fait la mère d'Adraste, roi d'Argos et de Sicyone et un des principaux héros de la guerre des sept chefs.
Dans les deux cas, la mère des deux personnages varie selon les auteurs, l'attribution de Lysianassa en tant que mère n'étant pas universelle.

## Fonction
Lysianassa est la Néréide des accouchements royaux.

## Évocation moderne
- Lysianassa est un personnage jouable de la classe des Néréides dans le jeu vidéo de rôle Romancing SaGa 2 sorti en 1993 sur la Super Nintendo. C'est la troisième Néréide accessible dans le jeu.